# Krallsmühle
Die Krallsmühle war eine Wassermühle mit zeitweise zwei unterschlächtigen Wasserrädern und eine Dampfmaschine am Gladbach in der Stadt Mönchengladbach.

## Geographie
Die Krallsmühle hatte ihren Standort an der linken Seite des Gladbachs, an der heutigen Erzbergerstraße. Der Mühle vorgelagert waren zwei Mühlenteiche. Oberhalb hatte die Vitgesmühle ihren Standort, unterhalb befand sich die Rohrmühle. Das Gelände, auf dem das Mühlengebäude stand, hat eine Höhe von ca. 50 m über NN.

## Gewässer
Der Gladbach, (GEWKZ 28614) der auch Namensgeber der Stadt Mönchengladbach ist, war über Jahrhunderte eine wichtige Lebensader. Er versorgte die Anwohner und insgesamt acht Mühlen mit Wasser und war der Ursprung der aufblühenden Textilindustrie in Mönchengladbach. Der etwa 6,3 km lange Gladbach entsprang in Waldhausen, durchquerte die Stadtteile Pesch und Lürrip und mündete bei Uedding in die Niers. Er ist heute größtenteils verrohrt und fließt ab der Volksbadstraße auf 1.904 m als offenes Gerinne entlang der Bahnstrecke Mönchengladbach–Düsseldorf bis zur Niers. Das Einzugsgebiet des Gewässers beträgt 26,208 km2. Die Pflege und der Unterhalt des Gewässers obliegt der NEW AG.

## Geschichte
Auch die Krallsmühle hatte 1210 ihre erste urkundliche Erwähnung, als Abt Hermann I (1190–1200) die Mühle zusammen mit der Obersten Mühle und der Flieschermühle aus eigenen  Mitteln erwarb und sie dem Konvent der Mönche vermachte. Die Namen der Pächter waren vielfach ausschlaggebend für die Namensführung der Mühlen. So wurde die Krallsmühle auch Horn Mühle, Knormühle, Mertensmühle und Ryher Mühle genannt. Der unterschlächtigen Mühle waren zwei Mühlenweiher vorgelagert.
Im Dreißigjährigen Krieg wurde die Mühle 1642 ein Raub der Flammen. Notdürftig repariert, wurde die Mühle erst durch den Abt Lambert Raves (1772–1799) wieder vollständig neu aufgebaut. Im Zuge der Säkularisation wurde die Mühle für 25.700 frs an Johann Krall verkauft. Die Mühle besaß zwei Wasserräder und damit so viel Antriebskraft, dass sie 1820 in eine Baumwollspinnerei umgewandelt wurde. 1932 bauten die Gebrüder Horn die Mühle aus und errichteten in einem Maschinenhaus eine Dampfmaschine. 1881 brannte die Mühle bei einem Großbrand restlos ab. Das Ende war besiegelt.

## Galerie

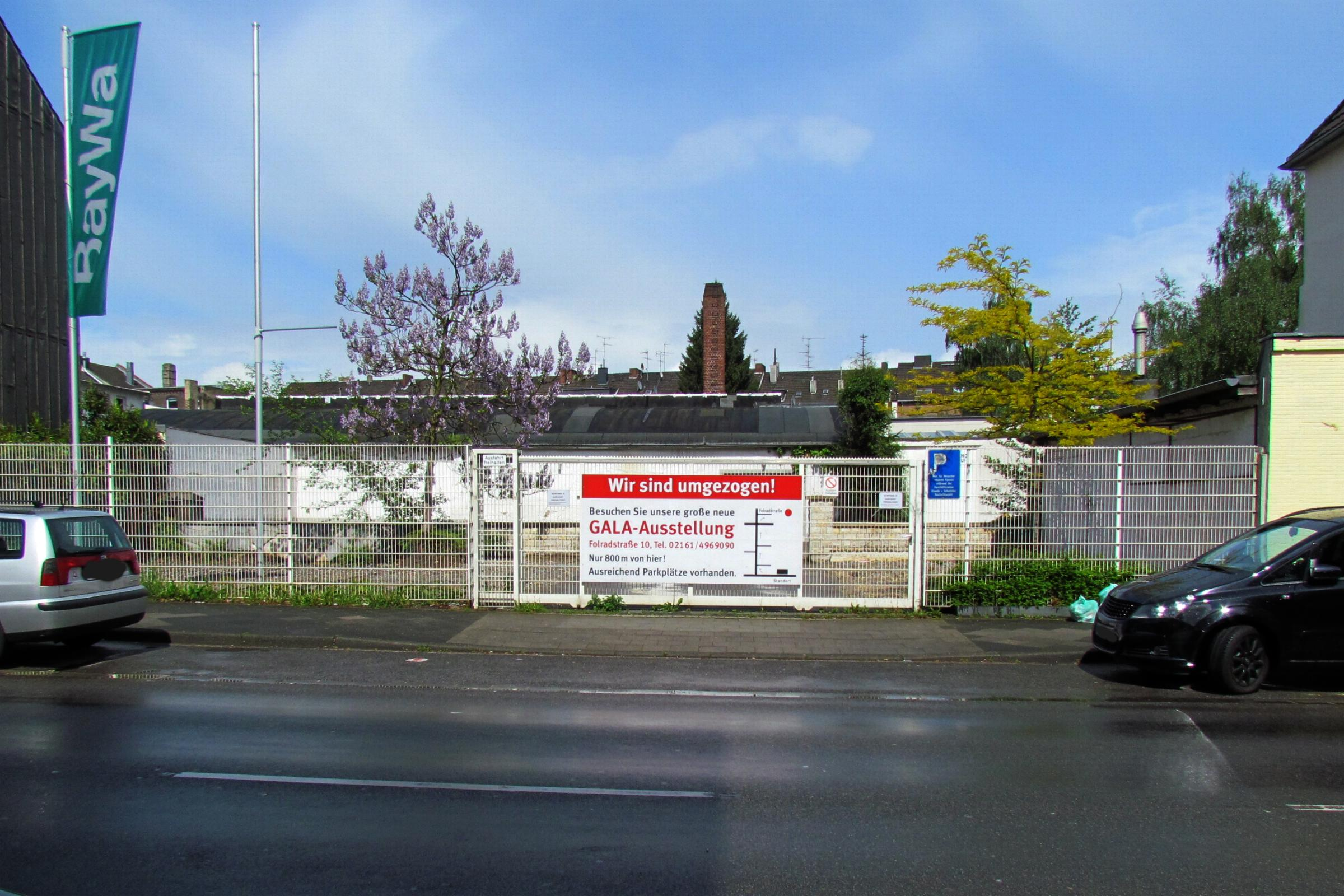
Einstiger Standort der Krallsmühle
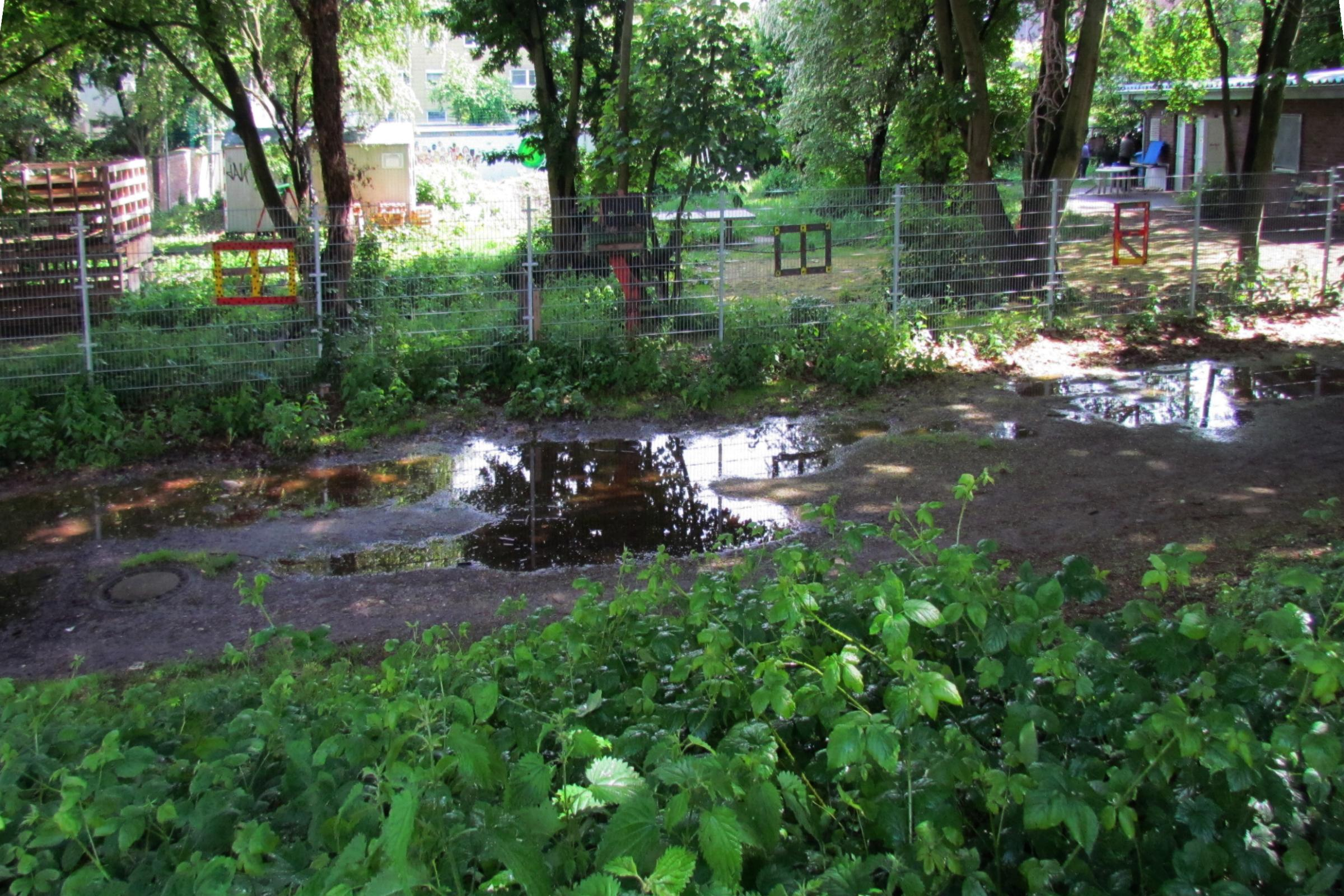
Hier befand sich ein Mühlenweiher
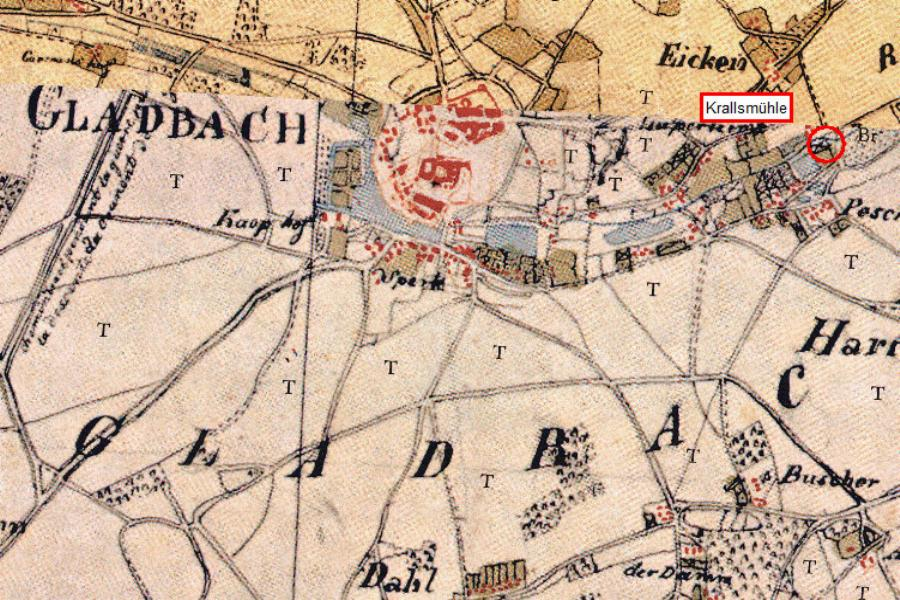
Die Krallsmühle auf der Tranchotkarte 1803–1820
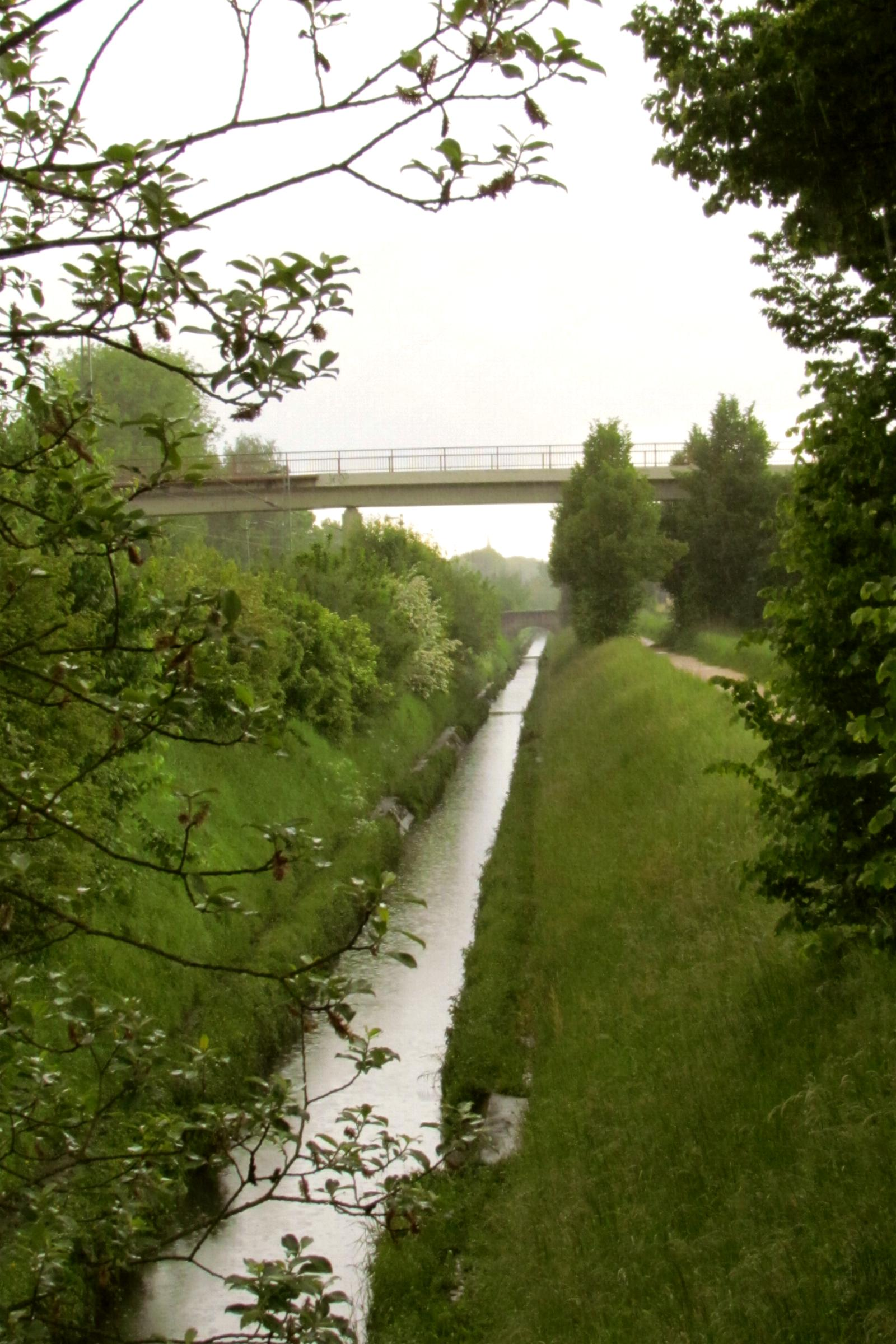
Der Gladbach als offenes Gerinne
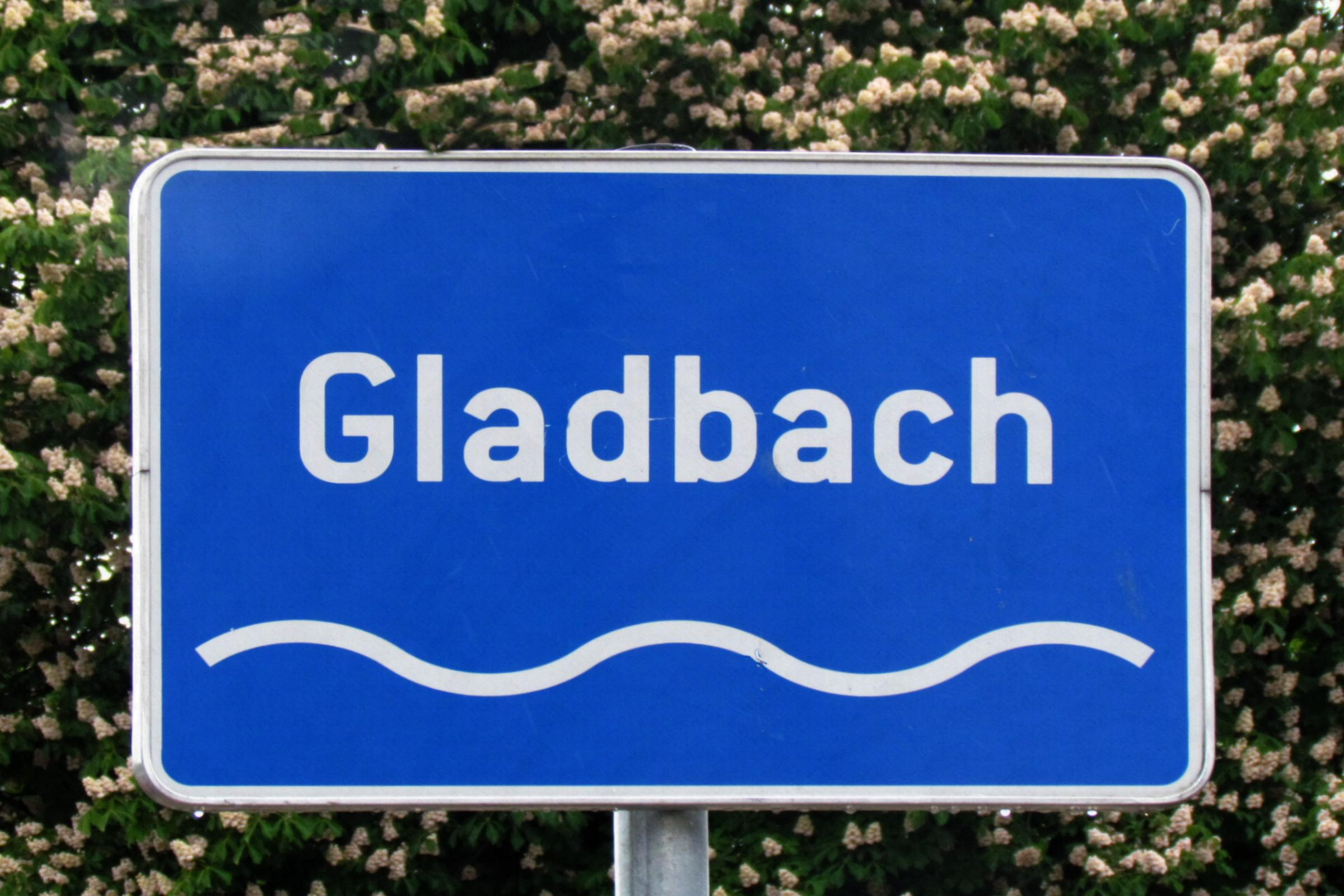
Hinweisschilder zeigen den Kanalverlauf des Gladbachs an
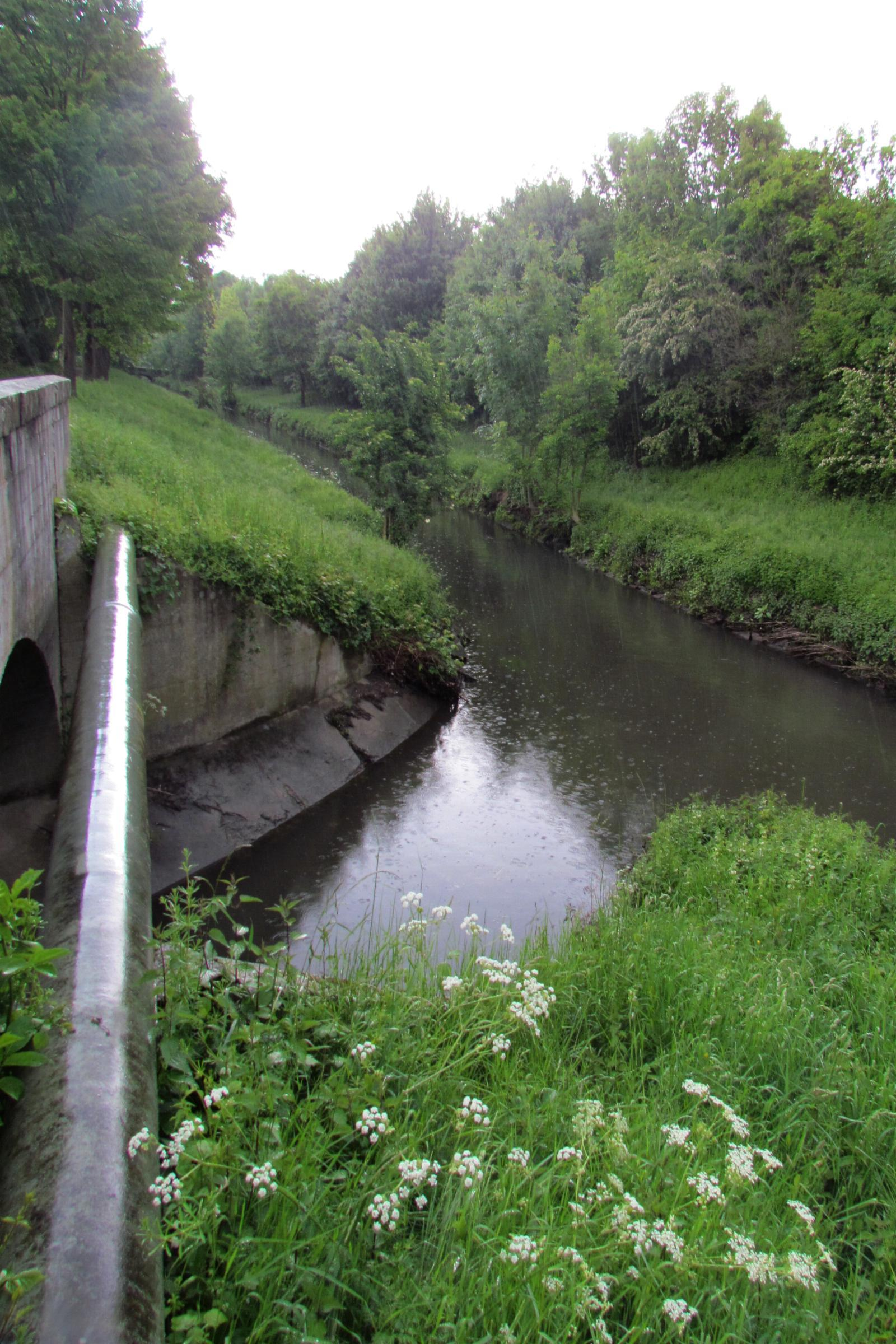
Mündung des Gladbach in die Niers